# Wiedemannia jadzewskii
Wiedemannia jadzewskii är en tvåvingeart som beskrevs av Niesiolowski 1987. Wiedemannia jadzewskii ingår i släktet Wiedemannia och familjen dansflugor.
Artens utbredningsområde är Polen. Inga underarter finns listade i Catalogue of Life.